# 2019年世界水泳選手権スリナム選手団
2019年世界水泳選手権スリナム選手団は、2019年7月12日から7月28日まで韓国の光州で開催された第18回世界水泳選手権のスリナム選手団、およびその競技結果。

## 選手団
- 人員: 選手 4人

## 選手名簿・結果
| 選手                       | 種目               | 予選      | 予選 | 準決勝   | 準決勝   | 決勝     | 決勝     |
| 選手                       | 種目               | 結果      | 順位 | 結果     | 順位     | 結果     | 順位     |
| -------------------------- | ------------------ | --------- | ---- | -------- | -------- | -------- | -------- |
| レンゾ・ジョン・ア・ジョエ | 男子50m自由形      | 22秒33    | 21位 | 予選敗退 | 予選敗退 | 予選敗退 | 予選敗退 |
| レンゾ・ジョン・ア・ジョエ | 男子100m自由形     | 49秒85    | 39位 | 予選敗退 | 予選敗退 | 予選敗退 | 予選敗退 |
| アーヴィン・ホースト       | 男子50mバタフライ  | 25秒97    | 66位 | 予選敗退 | 予選敗退 | 予選敗退 | 予選敗退 |
| アーヴィン・ホースト       | 男子100mバタフライ | 失格      | 失格 | 予選敗退 | 予選敗退 | 予選敗退 | 予選敗退 |
| シオマラ・ゲトラウ         | 女子50m背泳ぎ      | 31秒42    | 34位 | 予選敗退 | 予選敗退 | 予選敗退 | 予選敗退 |
| エヴィータ・レター         | 女子50m平泳ぎ      | 34秒58    | 41位 | 予選敗退 | 予選敗退 | 予選敗退 | 予選敗退 |
| エヴィータ・レター         | 女子100m平泳ぎ     | 1分20秒89 | 51位 | 予選敗退 | 予選敗退 | 予選敗退 | 予選敗退 |